# Enallagma doubledayi
Enallagma doubledayi – gatunek ważki z rodziny łątkowatych (Coenagrionidae). Występuje na terenie Ameryki Północnej i Karaibów.